# Џомон (народ)
Народ Џомон (јап. (縄文人) Jōmon jin) је заједничко име за најстарије познато становништво јапанских острва у неолиту, које се састојало од племена ловаца-сакупљача у периоду од 7500 (или 14500) до 300. године п. н. е.

## Датирање
Традиционално, историчари су ране векове Јапана поделили на три ере. Период Џомон (јапански неолит), који датира чак пре 16.500 година, трајао је до четвртог века пре нове ере, а име је добио по софистицираној грнчарији џомон (означеној ужетом) коју је производило друштво ловаца и сакупљача. Култура која је уследила, названа Јајои (јапанско бронзано доба) — по месту у Токију где су пронађени многи од његових артефаката — видела је појаву пољопривреде са гајењем пиринча, гвоздених и бронзаних оруђа и првих градова у земљи; постојао је отприлике од 300. п. н. е. до 300. године нове ере. Трећи период, Кофун (јапанско гвоздено доба), је добио име по својим великим земљаним хумкама-гробницама, од којих су многе биле огромне, које су сачувале посед владајуће класе у успону између четвртог и седмог века.

### Подела и дефиниција
Хронолошки систем периода Џомон поставио је Јаманоучи Сугао око 1937. Његова шема је поделила период Џомон на најранији, рани, средњи, касни и најновији, временски распоред у коме су све врсте грнчарије биле распоређене у историјском реду, упоредо са сродним типовима који се налазе широм земље.
Употреба термина Џомон поставља питање да ли је период истински неолит. Лов на крупну дивљач био је основа економског живота прекерамичке фазе, па отуда и термин палеолит. Додавање микролита (врхови стела) и грнчарије у основи ловачкој привреди сматра се карактеристичним за мезолитско доба, али нема знакова узгоја биљака у раном Џомону. Расправља се о могућности једноставне манипулације биљним културама у каснијим Џомон фазама. Период је дакле протонеолит.

## Порекло и култура
Порекло јапанског народа није познато са сигурношћу, али већина проучавалаца њихове историје верује да су они мешовитог порекла које укључује јак сој имиграната из северних делова азијског копна и можда мање доминантан сој из приморских региона на југоистоку Азије или, мање вероватно, из Индонезије или Полинезије.
Сакупљено је мноштво археолошких доказа који показују природу млађег каменог доба у Јапану, и у том погледу слика је изузетно јасна. Хумке од шкољки, гробнице, грнчарија и други бројни остаци сведоче о постојању два различита типа неолитске културе. Они показују разлике у врсти и у дистрибуцији, оправдавајући веровање да је један тип био много ранији од другог, којим је на крају и замењен. Наиме, ранија култура (у својим најстаријим остацима мезолит, а не неолит) се проширила на читав архипелаг и вероватно је достигла своју највишу тачку много пре доласка касније културе, чији се најјачи трагови налазе у западним деловима земље.
Ову ранију културу — ловаца и рибара, а не земљорадника — вероватно су развили потомци миграната који су у различито време стигли из различитих делова копна Азије. Неки од њих, према тренутним археолошким налазима, стигли су у северни Јапан из источног Сибира, путем острва Хокаидо и можда Сахалина; а током времена њихова култура се проширила на центар главног острва (Хоншу) и на регион Канто. Антрополози сматрају да су ови људи били далеки преци Аинуа, кавкаског народа који данас живи само у малом броју на северном острву Јапана и на Сахалину.
Сматра се да су друге струје мезолитске или неолитске културе стигле до Кјушуа и западног краја главног острва из обалног региона у Јужној Кини, преко Формозе и острва Рјукју.
Око 300. п. н. е. народ Џомон је на острву Кјушу и западном Хоншуу делимично покорен, а делимично асимилован од народа Јајои, досељеника из Кореје, који су били на много вишем ступњу цивилизације. Под снажним утицајем кинеске цивилизације, досељеници из Кореје донели су у Јапан земљорадњу (гајење пиринча) и обраду метала (бронзе и гвожђа).

### Кратак преглед културног развоја
У прегледу раних фаза људског живота на јапанским острвима пре увођења пољопривреде засноване на гајењу пиринча око 300. п. н. е., постоје тврдње археолога да је култура доњег палеолита постојала у северном Јапану пре 35.000. п. н. е. чак пре 180.000 година. Али потребно је више истраживања пре него што се такве тврдње прихвате.
Додатни докази су такође потребни онима који покушавају да повуку распадање копнених мостова између јапанских острва и Азије ка ранијим миленијумима и онима који заступају теорију да су пловни објекти коришћени за долазак до Јапана у доба доњег палеолита.
Али култура горњег палеолита, која почиње пре око тридесет хиљада година и која је трајала око двадесет хиљада година, била је распрострањена у већем делу земље и регионално различита. Ово је наследио период мезолита (Сосо-ки), у коме се појавила грнчарија и изумљени лук и стрела. Најранији Џомон (Со-ки) период увео је Џомон начин живота са открићем сакупљања морских плодова и риболова на обали и формирањем хумки од шкољки (археолошка налазишта састављена од кухињских отпадака праисторијских насеља, која су најстарији остаци раних култура).
Период раног Џомона (након око 7500. године п. н. е.) обележен је порастом температура и великим порастом становништва. У периоду средњег Џомона, у источним и централним регионима појавила су се велика насеља, која су живела на орашастим културама (дивљи кестен, храст, лешник), скробном коренастом поврћу (јам) и месу дивљих свиња и јелена. Пред крај Средњег Џомона, природне непогоде су пореметиле устаљене начине добијања хране, приморавајући већину становника да напусти централне планине. Климатска нестабилност је тада била праћена брзим опадањем становништва. Нека места касног Џомона садрже велики број ритуалних остатака (керамичке лампе, глинене фигурице и фалусоидни објекти), што сугерише да су се људи под стресом окретали ритуалима и церемонијама. До краја Џомон периода популација је смањена на скоро половину своје максималне величине и била је широко расејана, а највеће заједнице су наставиле да постоје на северу. Овај развој се обично приписује исцрпљености животне средине и спором обнављању флоре и фауне.
Још у касном Џомону (од око 1000. до 300. године п. н. е.), пиринач се гајио у северном Кјушуу и, пре него што је период дошао до краја, у областима све до Тохокуа. Ширење пољопривреде наводњаваног пиринча у раном периоду Јајои (око 300. п. н. е.) повезано је, у другом веку пре нове ере, са увођењем и употребом гвожђа и бронзе. Након тога, мале заједнице Џомона у северном Кјушуу (читава Џомон популација острва процењује се на једва 4.000 људи) су апсорбовали или раселили Јајои имигранти из јужне Кореје и источне Кине који су физички били крупнији од народа Џомона (за које се сада сматра да су блиско повезани са Аинуима).

## Пре-Џомон (око 10.500-7.500. п. н. е.)

### Мезолитске културе
Људи су насељавали Јапан најмање 35.000 година, али ми знамо више о његовој геологији него о њеним становницима пре 10.000. п. н. е. На врхунцу последњег леденог доба пре 18.000 година, Јапан је вероватно издржавао само неколико стотина људи који су живели у пећинама или на планинским обронцима и ловили крупну дивљач. Тада је наступио период глобалног загревања и становништво је почело да расте — и да се мења.
Два локална изума, која су очигледно настала као одговор на такве климатске промене, револуционарно су промениле живот и немерљиво повећале шансе за опстанак: лук и стрела на северу и грнчарија на југу. И једно и друго се може објаснити као домаћи одговор на погоршање услова живота: чини се да ниједно није уведено споља. Најстарији камени врхови стрела у Јапану пронађени су на северном Хоншуу, и датирани на 8135 ± 320 пре н.е, а најстарија грнчарија (крхотине глинених посуда) у пећини Фукуи код Нагасакија (северозападни Кјушу), датирана на 10,750 ± 500. п. н. е. Лук и стрела омогућили су лов ситније дивљачи (зечева, фазана) и далеко ефикаснији лов на крупну дивљач (јелене, дивље свиње) од дотадашњих копаља и џилита. У исто време, проналазак грнчарије омогућио је кување до тада нејестивих биљака у глиненим посудама, створивши нове изворе хране који су до тада били недоступни.

## Најранији Џомон (7.500-5.000. п. н. е.)

### Општи услови
Отприлике 6.000 година пре нове ере, температуре су премашиле оне које сада сматрају нормалним, и као резултат тога, океани су се подигли на можда осамнаест стопа изнад данашњих нивоа, смањујући копнену масу острва и убрзавајући први значајан напредак Јапана у цивилизацији, пошто су људи били приморани да живе ближе једни другима. Животиње су отеране у планинске долине, што их је учинило лакшим за лов. Људи — који су били нижи него на копну, са мушкарцима у просеку нешто преко пет стопа и женама испод — почели су да граде склоништа за заштиту; неки су конструисали кануе и почели да путују далеко на море, да лове рибу харпунима и удицама. Такође су почели да тргују каменим оруђем, које се сада производило у значајном броју, а постоје докази да је размена са људима на азијском континенту постала прилично уобичајена. Археолошка открића такође указују на пораст верских церемонија у овом периоду, многе од њих повезане су са плодношћу или са смиривањем духова мртвих, и откривају људе који једу све више биљака и орашастих плодова.

### Прва керамика
До самог краја, Џомон је остао углавном препољопривредни, са храном коју су добијали ловом, риболовом и сакупљањем, али су његови становници показивали све већу префињеност у начину живота. Најизразитији развој тог доба лежао је у производњи онога што многи археолози сматрају најранијим грнчаријама човечанства, са артефактима који датирају још из 14.500 пре нове ере. Иако су глинене фигурице направљене раније у Европи, не постоје докази о керамичким вазама нигде другде овако раног датума. Једнако импресивна је била креативна природа грнчарије, за коју се генерално сматра да су је правиле жене, као што је то било у другим древним друштвима. Археолози су пронашли више од 250 различитих врста посуда широм јапанског архипелага, украшених утисцима конопца, глиненим апликацијама и ознакама направљеним притиском прстију, ноктику или шкољки на глину. Лонци су коришћени за разне функције: кување морских алги, кување поврћа на пари, сервирање и чување хране, држање биљака и украшавање. Другим речима, њихови творци су били и вешти и иновативни, а функције су им биле утилитарне и уметничке.

### Археологија
Углавном, локалитета ове фазе је прилично мало, а њихов културни садржај је релативно оскудан. Коштане удице, обично не бодљикаве, брзо су унапређиване дуж северне обале. Врхови стрела су били мали, чешће су их користили ловци из унутрашњости. Луковице биљака и скробно корење копали су се великим алатима налик на мотику, који су били направљени од пешчара, шкриљаца или другог меког камена. Орашасти плодови и евентуално семенке су ситњени камењем за млевење.
Ханавадај у префектури Ибараки је први препознатљив локалитет најраније заједнице Џомон. Пет земуница које су лежале на удаљености од око 10 метара садржале су два узастопна подтипа ханавадајске керамике, што вероватно значи да истовремено нису биле настањене више од три куће. Мале групе укућана једва да су бројале више од десет или петнаест. Једна јама није сасвим квадратна, димензија 4,6 са 3,8 метара, и има дванаест рупа за стубове. Коришћена су спољна огњишта. Наизглед незгодне посуде у облику метака (са шиљастим дном) стајале су усправно у меком, растреситом тлу. Око куће су држани пси (лат. Canis familiaris japonica, мали, краткодлаки пси) који су можда били преци данашње Шибе.
Субкултурне поделе најранијег Џомон периода налазе се на југу, у Кантоу и на северу. Од Кјушуа до равнице Канто, лонци са зашиљеним дном били су украшени превлачењем резбареног штапа преко површине. У Кантоу је коришћен рудиментарни облик обележавања врпцом. Али северно од те равнице и отприлике у исто време у декоративним техникама доминирало је обележавање и утискивање шкољки.

### Популација
До 2000. године је откривено око 2.500 археолошких налазишта културе најранији Џомон, од тога скоро половина у области Канто, око Токија, са значајним бројем у регионима Чибу и Тохоку. Којама Шузо је израчунао да је становништво најранијег Џомона износило око 21.900. Становници су се преселили у више земље у долинама нижих централних планина и успоставили заједнице на североистоку. Концентрација у овим областима током већег дела Џомон периода се може објаснити разноврсношћу и обиљем биљног света, сисара и морског живота, где се северне и јужне зоне животне средине преклапају у централном Јапану. Са изузетком Најновијег Џомона, а можда и Средњег Џомона, локације Кантоа су обично бројније и често веће. Више од половине најраније популације Џомона било је распоређено дуж обала река у Кантоа, са лаким приступом залихама воде, из истог разлога због којег су се ранији и каснији људи - који у модерним временима броје милионе - окупљали тамо. Ипак, све до средњег века то је увек била прилично неинвентивна област где се захтевало релативно мало иницијативе за опстанак.

## Рани Џомон (око 5.000-3.500. п. н. е.)

### Општи услови
Керамика Џомон открива постепено, али изразито побољшање квалитета и организације живота на острвима. До можда 5.000 година пре нове ере, многе заједнице су остајале на месту, живеле на једној локацији током целе године, сакупљале биљке у пролеће, сакупљале орахе у јесен и пецале и ловиле током целе године. Такође су користили лонце означене ужетом за испаравање океанске воде и производњу соли, која би сачувала производе које су сакупљали током лета. Како је доба одмицало, почели су да живе у изграђеним кућама, најчешће у земуницама са ниским зидовима и сламнатим крововима који су одржавали прилично константну температуру током целе године. Заједнице од 30 до 200 домаћинстава окупљале су се у неким регионима, одлажући свој отпад у хумке од шкољки на ивицама насеља; на једном локалитету на северу Хоншуа, археолози су пронашли више од 600 кућа, мада није јасно да ли су сви били у употреби у исто време. Ови релативно безбеднији, уређенији услови такође су подстакли повећање популације, која је можда достигла четврт милиона до око 3.000 пре нове ере, пре него што је поново пала током још једног глобалног захлађења у касном периоду Џомон (1000—300. п. н. е.).

### Популација
Отприлике средином раног Џомона, поуздани извори хране и нешто дужи боравак у близини обале довео је до драматичног пораста становништва. Према Којаминим прорачунима, популација Раног Џомона бројала је око 106.000, или пет пута више од најранијег Џомона, што је повећање без премца у било којој другој фази Џомон периода.
Мала села раног Џомона, развијена на литицама, имала су земунице груписане у облику потковице. Присуство грнчарије неколико узастопних типова на једном локалитету указује на континуирано становање. Како се то догодило, породични захтеви су подстакли напредак у изградњи кућа. Старија, сиромашнија склоништа или колибе сада су се трансформисала увођењем унутрашњих стубова довољно јаких да држе кров над правоугаоним подом. Кишница која се сливала са косог крова се одводила кроз околне јарке. Кровови су били покривени травом, од којих би петнаест центиметара било довољно да унутрашњост остане сува. Пред крај раног Џомона, унутрашњи простор је добио облик квадрата са заобљеним угловима. Неки камини су премештени унутра, мада су ретко постављани на средину пода. Живот у затвореном простору сада нуди више могућности.

### Археологија
Већина кућних јама у Минаборију садржавала је грнчарију типа Курохама која је припадала средњим годинама раног Џомона. Ови лонци са равним дном дизајнирани су за кување, а њихови нови облици учинили су их практичнијим за боравак у затвореном простору на подовима који су интензивно коришћени и који су били јако набијени. Краткотрајна чаролија каљења глине малим влакнима - пракса која је можда почела у Тохокуу и прешла на југ - можда је била повезана са покушајима да се ојачају зидови лонаца када се повећава њихова величина и експериментише са равним дном. Типично је обележје тешког гајтана, а пре него што је завршена фаза раног Џомона, појавила се грнчарија типа Мороисо, која је носила утиснуте и урезане украсне лукове и паралелне линије направљене крајем малог расцепаног бамбусовог штапа.
Недавна ископавања на хумку од шкољки Торихама у префектури Фукуј (једно од ретких налазишта у западном Јапану) указују на до сада непознат напредак у раном Џомону. Ова ископавања показују да су вепрови, јелени, мајмуни, ракунски пси, медведи, видре, куне и јазавци били ловљени; хватано је неколико врста рибе; и сакупљани су разноврсне слатководне шкољке, морски мекушци, шкољке, остриге. Сакупљени су и ораси, лешници, жир. Али од посебног интереса су тиквице (Lagenaria siceraria) и „боранија“ (Phaseolus sp.) које су биле у облику грашка. Многи јапански археолози обоје сматрају култивисаним биљкама, што сугерише на промене у животној средини изазване крчењем и да је дрвеће у подножју шума посечено и коришћено за грађевински материјал, дрвене алате и огревно дрво.
Изузетно добро су очувани ужад, корпе од трске и многи дрвени предмети, укључујући весла, даске, пијуке, лукове и изрезбарене чиније и чешаљ који су најстарији комади лакираног дрвета икада пронађени у Јапану. Остале иновације биле су углачане камене секире, коштане игле и коштани прстенови налик напрсцима.
Торихама није изолован случај. Семе тиквице је такође било пронађено на раним и најновијим Џомон локацијама Гифу и Саитама.

## Средњи Џомон (око 3.500-2.400. п. н. е.)

### Зачетак пољопривреде
Култура Средњи Џомон се брзо појавила у централним планинама Јапана око 3500. п. н. е, цветала је отприлике хиљаду година, и избледела скоро исто тако брзо. Била је то топла фаза са температурама које су полако падале, али никада нису пале на данашњи просек.
Објашњења за овај драматични процват културе укључују различите теорије: да је била повезана са спољашњим уношењем домаћих коренских биљака, да је била производ аутохтоног развоја примитивне пољопривреде, да је настала експлоатацијом богатих орашастих плодова на јужним падинама планине Јацугатаке, и да је то било повезано са бекством од неподношљиве летње врућине из низије. Вероватно је да су увођење јама и тароа (за које се каже да су дошли из јужне Кине) и примена техника манипулације биљкама (укључујући пресађивање садница дивљег кестена у нижим пределима) допринели експлозији становништва.
Јам (Dioscorea japonica) и луковице љиљана (Cardiocrinum cordatu) узгајани су због садржаја скроба и чувани за зимску употребу. Скроб се испирао у изворима, а комади су се парили на плетеним тацнама у лонцима да би се направио ваљани хлеб. Угљенисани хлеб је откопан у кућама на два локалитета у префектури Нагано. Дивљи кестен је такође производио велике количине скроба уз релативно мало труда. Пролиферација оруђа налик на секире направљена од камена неподесног за сечу дрвећа, као што су пешчар и шкриљац, узима се као доказ да је било потребно за култивисање скробног корена и луковица.
Успон започете пољопривреде не би захтевао увођење стране флоре. Дуг боравак на неком подручју могао је да доведе до селекције и одређене манипулације биљака са кореном како би се побољшали приноси.

### Археологија
Локације у средњем Џомону често заузимају хиљаде квадратних метара и укључују мноштво кућних јама, од којих су многе поново изграђене, често на локацијама које се преклапају. Неколико локација садржи само једну врсту грнчарије; већина их има неколико. Уобичајена кућа је била округла, око шест метара у пречнику, са подом четрдесет до педесет центиметара испод површине.
Пет или шест стубова, сваки до четрдесет центиметара у пречнику и дубоко удубљених испод пода, подржавали су конусну надградњу. У средини су се налазила огњишта, понекад оцртана камењем или опремљена зделом или лонцем. Може се закључити да би просечно пребивалиште могло да удобно смести пет особа. Судећи по врстама грнчарије, пет до осам кућа је нормално било у употреби у исто време.
Сталоженији и лежернији живот, са више уста за храњење, довео је до израде великих посуда које су често биле украшене. По први пут је било разноврсности: усправни лонци за кување и складиштење, велике чиније за кување, посуде са уским грлом за кухање хране на пари и шоље за пиће.
Било је ту и лампи и других предмета за ритуалну употребу. За грнчарију развијену у планинама током раног средњег Џомона, груба глина је коришћена за дебеле зидове и пластичне украсе који су укључивали гребене, ручке и украсе на ободу. У другој половини Средњег Џомона, грнчари су се окренули ка густом косом обележавању врпцом.
Глинене фигурице су се први пут појавиле у најранијем Џомону, али се њихов број приметно повећао у Средњем Џомону, посебно у планинама. Њихова лица су животињска, а тела су усправна са увећаним грудима и претераном задњицом. Неколико глава је крунисано намотаном змијом, што указује на почетне церемоније култа змија које су изводиле жене шамана. Фигурице и лампе се налазе заједно у кућама пречесто да би биле случајне, али како су их људи Џомона повезали, далеко је од јасног.

### Популација
Позната места средњег Џомона бројала су 10.893 1966. године, или 2 и по пута више од раног Џомона. Од тога, 36,5 одсто је у региону Канто и 27,5 одсто у Чибу, што је највише икада забележено за централни планински појас. Овај појас, када се споји са западним крајем ове попречне зоне, садржи 73,5 одсто локалитета Средњег Џомона. Целокупна популација Јапана у то време, процењена на 262.500, била је много већа него у било којој другој фази Џомона. С друге стране, у области која се протеже од Кинкија ка југозападу - читава јужна половина земље - може се наћи само 3,67 одсто свих локалитета Средњи Џомон. У Шикокуу су веома ретки. Кјушу и даље има релативно мало: најранији: 243 локације, ранији: 233 и средњи: 221. У ово време источни Кјушу био је потпуно ненасељен, а на северу Хоншуа задржала се керамика Раног Џомона.
Озбиљно погоршање животне средине почело је око 2400. године п. н. е. Прекомерне кише током узастопних сезона уништиле су усеве орашастих плодова и обесхрабриле становништво, које није имало другог избора осим да оде негде другде. Већина се населила у долинама нижих река и близу обале, напустивши своје планинске обичаје и окренувши се морским плодовима за основну исхрану. Са врхунца од 2.995 локација у Чибуу, број је пао на 918 у касном Џомону и на 250 у завршном Џомону.

## Касни Џомон (1000—300. п. н. е.)
Отприлике 1.000 година пре нове ере, почела је да се јавља заједничка култура широм земље. То не значи да није било регионалних разлика. Заиста, познато је да су народи у различитим областима до тада развили сопствене специјалности, при чему су људи са севера Уматака правили накит од талка и жада, а народ централног Јапана стварао лонце и фигурице украшене плодним, повољним животињским симболима. Упоредо са варијацијама, међутим, дошло је до све веће сличности у грнчарији и стиловима имплементације који су открили регионално мешање.
Најзагонетнија од заједничких карактеристика је негативна: одсуство, чак и касно у Џомону, кључних елемената који су карактерисали живот у напредном азијском суседу Јапана, Кини. Заиста, једно од најтрајнијих питања о праисторијској прошлости Јапана је зашто земља која је произвела прве керамичке посуде на свету, земља која је увозила континенталне намирнице као што су јам, таро и просо, није успела више од хиљаду година да опонаша две најупечатљивије карактеристике ране Кине: развој софистицираног система писања и производњу бронзаних посуда. Оно што је јасно је да су ефекти локације на рубу континента били снажни, чак и у овој раној фази. Одвојени од остатка Азије непрелазним морима, Јапанцима би било лако да прихвате одређене континенталне понуде, игноришући друге.

## Наслеђе
Народ Џомон се некада поистовећивао са Аинуима, који сада заузимају делове Хокаида и често се сматрало да имају везе са северним кавкаским народима. Ово гледиште је донекле ревидирано и археолози сада сматрају само најновију Џомон културу (1000—300. п. н. е.) на северу за Аину, која се вероватно може повезати са историјским народом Езо или Емиши, људима који су се први пут појавили у јапанској књижевности као домородачко становништво у раштрканим насеобинама на острву Хоншу, које се опирало раној јапанској експанзији у источним и северним областима острва Хоншу од средине 4. до краја 8. века.